# Schley (Wisconsin)
Schley es un pueblo ubicado en el condado de Lincoln en el estado estadounidense de Wisconsin. En el Censo de 2010 tenía una población de 934 habitantes y una densidad poblacional de 7,46 personas por km².

## Geografía
Schley se encuentra ubicado en las coordenadas 45°15′13″N 89°30′35″O / 45.25361, -89.50972. Según la Oficina del Censo de los Estados Unidos, Schley tiene una superficie total de 125.26 km², de la cual 124.71 km² corresponden a tierra firme y (0.44%) 0.55 km² es agua.

## Demografía
Según el censo de 2010, había 934 personas residiendo en Schley. La densidad de población era de 7,46 hab./km². De los 934 habitantes, Schley estaba compuesto por el 98.07% blancos, el 0% eran afroamericanos, el 0.32% eran amerindios, el 0.11% eran asiáticos, el 0% eran isleños del Pacífico, el 0% eran de otras razas y el 1.5% pertenecían a dos o más razas. Del total de la población el 0.43% eran hispanos o latinos de cualquier raza.